# Valadares (Baião)
Valadares es una freguesia portuguesa del concelho de Baião, con 8,10 km² de superficie y 885 habitantes (2001). Su densidad de población es de 109,3 hab/km².